# Florence Pugh
Florence Rose Pugh (Oxford, Inglaterra; 3 de enero de 1996) es una actriz británica. Hizo su debut actoral en el 2014 en la película dramática The Falling. Pugh ganó reconocimiento en 2016 por su papel protagónico como una joven esposa violenta en el drama independiente Lady Macbeth, ganando un Premio de Cine Independiente Británico. Después de protagonizar las películas King Lear y Outlaw King del 2018, recibió elogios por su papel principal en la miniserie The Little Drummer Girl del 2018. Pugh fue nominada para el premio BAFTA como Estrella Emergente ese mismo año.
El avance internacional de Pugh se produjo en 2019 con sus interpretaciones de la luchadora profesional Paige en la película biográfica de deportes Fighting with My Family, una mujer estadounidense abatida en la película de terror Midsommar y Amy March en el drama de época Mujercitas. Por el último, recibió nominaciones para un  Premios Óscar y un Premio BAFTA como mejor actriz de reparto. Fue galardonada con el Trophée Chopard en el Festival Internacional de Cine de Cannes de 2019. En 2021, interpretó a Yelena Belova / Black Widow en la película de superhéroes del Universo cinematográfico de Marvel; Black Widow, en la serie de Disney+, Hawkeye, protagonizando Thunderbolts* y próximamente apareciendo en Avengers Doomsday.

## Primeros años
Su padre era restaurador y su madre profesora de baile. Pugh se crio en Oxford, aunque cuando era pequeña, su familia se mudó a España durante tres años con la esperanza de tratar un problema de salud recurrente que resultó ser la traqueomalacia. La traqueomalacia da como resultado una tráquea parcialmente colapsada, lo que dificulta la respiración. A menudo enviaba a Pugh al hospital cuando era joven. Ella ha dicho sobre la condición: 
"Es la razón por la que tengo una voz profunda y por la que sueno como un ganso cuando me río".
Pugh tiene tres hermanos, incluyendo al actor y músico Toby Sebastian quien interpretó al príncipe Trystane Martell en Game of Thrones  y la actriz Arabella Gibbins que se formó como actriz y ha trabajado en el escenario, como cantante y entrenadora vocal. La primera escuela a la que asistió se encontraba en Sotogrande, en España. Su amor por los acentos y la actuación le llegó en el sexto curso, cuando fue parte de una producción escolar como la Virgen María en un Belén, y decidió hacer de ella como si tuviera acento de la zona de Yorkshire. Otros papeles protagónicos le siguieron en la Wychwood School (2007–2009) y en la St. Edward's School, en Oxford.
Incluso cuando era pequeña, Pugh sabía cómo cautivar a una audiencia. Cuando interpretó a María en una obra de Navidad a la edad de seis años, entretuvo a los espectadores adoptando un acento norteño y quejándose de las venas varicosas.
"Fue la primera vez que conocí el poder de estar en el escenario" dijo Pugh . "Recuerdo haber pensado, 'Oh, Dios, me están esperando, están escuchando todo lo que digo y yo tengo el control total''. 
Cuando era joven, Pugh cantaba y tocaba la guitarra para hacer versiones de canciones como "Wonderwall" bajo el nombre de usuario "Flossie Rose" en YouTube.

## Carrera

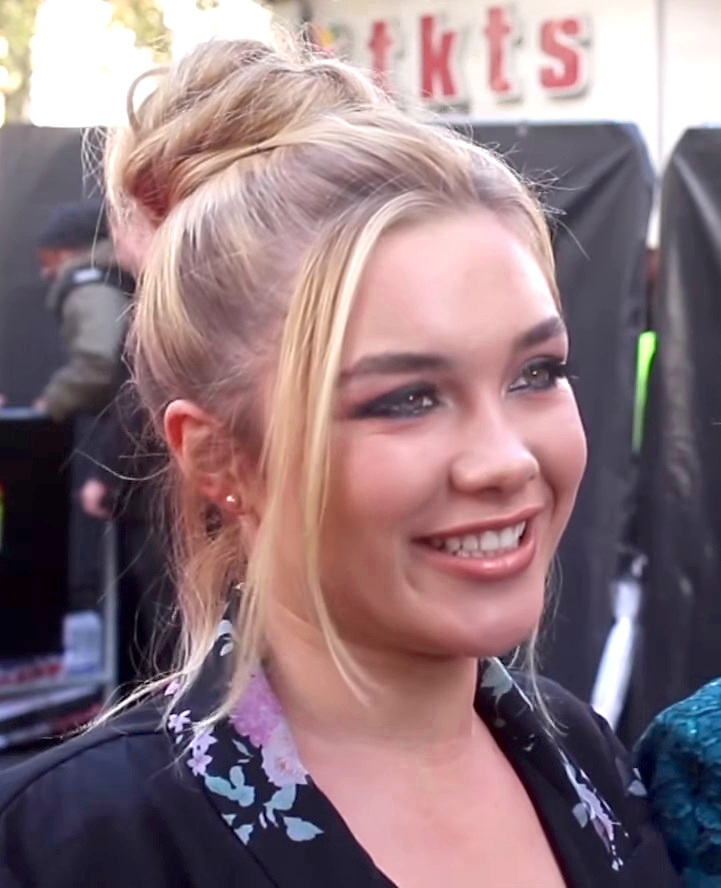
Florence Pugh en The Falling Premiere (2014)

Mientras Pugh, de 17 años, todavía estaba en la escuela, participó en una audición abierta y consiguió un papel en la película de 2014 The Falling, en la que hace de una adolescente precoz, actuando junto a Maisie Williams. Por su rol en dicho film, Pugh fue nominada a Mejor Debutante Británica en el BFI London Film Festival de 2015 y a Mejor Actuación Británica/Irlandesa en los premios del London Film Critics' Circle.
En 2015, Pugh hizo el papel principal en la cinta Studio City, junto a Eric McCormack. Al siguiente año (2016), protagonizó Lady Macbeth basada en una novela rusa de 1865, reavivó el amor de Pugh por la actuación. Recibió un premio de Cine Independiente Británico por este papel. Tuvo un papel recurrente en la primera temporada de la serie de detectives Marcella. Por su actuación en esta serie ganó un British Independent Film Award, entre otros galardones.
En 2018, Pugh actuó en la película de acción El pasajero e hizo de Cordelia en la película King Lear. Ese mismo año hizo de Isabel de Burgh en la película histórica Outlaw King (2018), protagonizada por Chris Pine como Roberto I de Escocia.
En 2019, Pugh protagonizó tres películas muy diferentes, demostró movimientos de lucha libre en la comedia de la luchadora profesional Paige en Fighting with My Family, un Drama Deportivo sobre la relación de Paige con su familia. Pugh encarnó la agitación emocional en la película de terror de Ari Aster Midsommar, e interpretó a la icónica Amy March en una adaptación de Mujercitas, junto a Emma Watson, Saoirse Ronan, Timothée Chalamet y Meryl Streep, film basado en la novela del mismo nombre de Louisa May Alcott, y en una miniserie de la novela de espías de John le Carré La chica del tambor.
Su trabajo en Mujercitas le valió a Pugh una nominación al Premio de la Academia a la Mejor Actriz de Reparto.
Pugh apareció a continuación en Black Widow junto a Scarlett Johansson. El estreno de la película se retrasó desde 2020 hasta 2021 debido a la pandemia de Covid-19. Pugh interpretó a Yelena Belova, una hermana sustituta del personaje principal de Johansson. Ella y Johansson desarrollaron una camaradería que se reflejó tanto dentro como fuera de la pantalla. Después de que Pugh se burlara de su coprotagonista sobre la pose de lucha de Black Widow, se agregó una interacción similar al guion.
En el año 2021 estrenó en Disney+ “Ojo De Halcón (Hawkeye)” (2021), serie Marvel con Jeremy Renner y Hailee Steinfeld en la que Florence interpretó de nuevo el papel de Yelena Belova.
Pugh también protagonizó con Harry Styles Don't Worry Darling, dirigida por Olivia Wilde, estrenada el 23 de septiembre de 2022  en Estados Unidos. También protagonizó la cinta El prodigio, dirigida por Sebastián Lelio. En 2022 presto su voz a Ricitos de Oro en El Gato con Botas: el último deseo junto con Antonio Banderas, Salma Hayek, Ray Winstone y Olivia Colman.
Debido a su corta edad y sus excelentes actuaciones en los papeles que ha hecho, Florence está considerada como una de las actrices con mayor talento y más proyección futura.

## Vida personal
Desde 2019 hasta 2022 Pugh mantuvo una relación con Zach Braff, estrella del programa de televisión Scrubs. Los dos han sido amigos desde 2018, y al año siguiente Pugh apareció en el cortometraje de Braff In the Time It Takes to Get There (2019). La pareja estuvo en cuarentena durante la Pandemia de COVID-19 en 2020 y también adoptó un perro. Zach Braff salió en su defensa cuando recibió una ola de críticas en redes sociales a raíz de su diferencia de edad. Braff es 21 años mayor que Pugh, cuando le deseó un feliz cumpleaños a Braff en Instagram en abril de 2020, tuvo que cerrar rápidamente los comentarios debido a la respuesta negativa. Sin embargo, Pugh no se retractó de defender su relación y declaró en su página de Instagram: 
"Tengo 24 años. No necesito que me digas a quién debo y no debo amar y nunca en mi vida le diría a alguien que pueden y no pueden amar".

## Filmografía

### Cine
| Año  | Título                             | Papel                       | Notas                                         |
| ---- | ---------------------------------- | --------------------------- | --------------------------------------------- |
| 2014 | The Falling                        | Abbie Mortimer              |                                               |
| 2016 | Lady Macbeth                       | Katherine Lester            |                                               |
| 2018 | El pasajero                        | Gwen                        |                                               |
| 2018 | Outlaw King                        | Isabel de Burgh             |                                               |
| 2018 | Malevolent                         | Angela Sayers               |                                               |
| 2019 | Fighting with My Family            | Saraya "Paige" Bevis        |                                               |
| 2019 | Midsommar                          | Dani Ardor                  |                                               |
| 2019 | Mujercitas                         | Amy March                   | Nominada - Óscar a la mejor actriz de reparto |
| 2021 | Black Widow                        | Yelena Belova / Black Widow |                                               |
| 2022 | Don't Worry Darling                | Alice Chambers              |                                               |
| 2022 | The Wonder                         | Lib Wright                  | Película para Netflix                         |
| 2022 | El Gato con Botas: el último deseo | Ricitos de oro              | Papel de voz                                  |
| 2023 | A Good Person                      | Allison                     | También productora                            |
| 2023 | Oppenheimer                        | Jean Tatlock                |                                               |
| 2024 | Dune: parte dos                    | Princesa Irulan Corrino     |                                               |
| 2024 | We Live in Time                    | Almut                       |                                               |
| 2025 | Thunderbolts*                      | Yelena Belova / Black Widow |                                               |
| 2026 | Avengers: Doomsday                 | Yelena Belova / Black Widow |                                               |
| 2026 | Dune: parte tres                   | Princesa Irulan Corrino     |                                               |

### Televisión
| Año  | Título                  | Papel                       | Notas                    |
| ---- | ----------------------- | --------------------------- | ------------------------ |
| 2015 | Studio City             | Cat                         | Película para televisión |
| 2016 | Marcella                | Cara Thomas                 | 3 episodios              |
| 2018 | King Lear               | Cordelia                    | Película para televisión |
| 2018 | The Little Drummer Girl | Charmian "Charlie" Ross     | Miniserie                |
| 2021 | Hawkeye                 | Yelena Belova / Black Widow | 3 episodios              |

## Premios y nominaciones

#### Premios Óscar
| Año  | Categoría                          | Película   | Resultado | Ref.   |
| ---- | ---------------------------------- | ---------- | --------- | ------ |
| 2019 | Óscar a la mejor actriz de reparto | Mujercitas | Nominada  | [ 18 ] |

#### Premios BAFTA
| Año  | Categoría               | Película   | Resultado | Ref.   |
| ---- | ----------------------- | ---------- | --------- | ------ |
| 2019 | Mejor actriz de reparto | Mujercitas | Nominada  | [ 19 ] |

#### Premios de la Crítica Cinematográfica
| Año  | Categoría               | Película   | Resultado | Ref.   |
| ---- | ----------------------- | ---------- | --------- | ------ |
| 2020 | Mejor actriz de reparto | Mujercitas | Nominada  | [ 20 ] |
| 2020 | Mejor reparto           | Mujercitas | Nominada  | [ 20 ] |

#### Critics' Choice Super Awards
| Año  | Categoría                                   | Película    | Resultado | Ref.   |
| ---- | ------------------------------------------- | ----------- | --------- | ------ |
| 2022 | Mejor actriz en una película de superhéroes | Black Widow | Ganadora  | [ 21 ] |

#### Nickelodeon Kids' Choice Awards
| Año  | Categoría               | Trabajo nominado                             | Resultado | Ref.   |
| ---- | ----------------------- | -------------------------------------------- | --------- | ------ |
| 2025 | Patea traseros favorito | Su papel como Yelena Belova en Thunderbolts* | Nominada  | [ 22 ] |